# نيا أنخيالوس
نيا أنخيالوس (Νέα Αγχίαλος) هي مدينة في ماغنيسيا في مقاطعة فوريا إلادا في اليونان.